# Hans indiske Hustru
Hans indiske Hustru er en amerikansk stumfilm fra 1917 af John H. Collins.

## Medvirkende
- Viola Dana som Ameia.
- Robert Walker som Dr. Claude Drummond.
- Augustus Phillips som Jack Alston.
- Henry Hallam som Kunda Ram.
- Frank Currier som Dennison.